# 原口祥子
原口 祥子（はらぐち しょうこ、9月30日 - ）は、日本の女性声優。岐阜県出身。アライズプロジェクト所属。

## 略歴
声優になろうと思ったきっかけは「見返してやる」と思ったことから。
日本ナレーション演技研究所出身。

## 人物
特技には肩もみ、趣味には歌唱とピアノをそれぞれ挙げている。また、ピアノは12年やっていたという。

## 出演

### テレビアニメ
2015年
- 温泉幼精ハコネちゃん（女将B、女1）

2016年
- ラブライブ!サンシャイン!!（2016年 - 2017年、女子生徒） - 2シリーズ
- ALL OUT!!（祇󠄁園健次〈小学生〉）

2019年
- FAIRY TAIL（女）
- ヴィンランド・サガ（アンの兄弟）

2020年
- 禍つヴァールハイト -ZUERST-（倉庫の女性作業員、魔物）

2021年
- SCARLET NEXUS（市民）

2022年
- Extreme Hearts（(1)黛悠希、選手B、Pロボ4）

2024年
- キングダム（奏女官）

### ゲーム
2015年
- 黒い砂漠
- レーシング娘。（2015年 - 2016年、遊馬チャミ、兎山みちる）

2016年
- ガールズオンメタル（アレクシス、ギュルシェン、デボラ、ハイケ、レクシー）
- サッカースピリッツ
- サムライライジング（エンジュ）
- ファイナルファンタジーXIV（2016年 - 2019年、イス＝ヤラ、フォルドラの母、幼少フォルドラ 他） - 2作品
- LORD of VERMILION Re:3（犬飼現八、宋帝王）

2018年
- ファイナルファンタジー エクスプローラーズ フォース（ヴェロニカ）

### ドラマCD
- 恋色始標 FILM.1・6
- 姫さま狸の恋算用
- 俺様ティーチャー（舞苑誘人の姉）

### 舞台
- 君死にたまふことなかれ
- 十二人の怒れる人々

## ディスコグラフィ

### キャラクターソング
| 発売日        | 商品名                  | 歌                       | 楽曲                       | 備考                                                             |
| ------------- | ----------------------- | ------------------------ | -------------------------- | ---------------------------------------------------------------- |
| 2018年1月31日 | Journey to the Sunshine | Aqoursと浦の星の仲間たち | 「勇気はどこに?君の胸に!」 | テレビアニメ『ラブライブ!サンシャイン!!』第2期エンディングテーマ |

### シリーズ一覧
1. ↑  第1期（2016年）、第2期（2017年）

### ユニットメンバー
1. ↑  高海千歌（伊波杏樹）、桜内梨子（逢田梨香子）、松浦果南（諏訪ななか）、黒澤ダイヤ（小宮有紗）、渡辺曜（斉藤朱夏）、津島善子（小林愛香）、国木田花丸（高槻かなこ）、小原鞠莉（鈴木愛奈）、黒澤ルビィ（降幡愛）
2. ↑  高海志満（阿澄佳奈）、高海美渡（伊藤かな恵）、よしみ（松田利冴）、いつき（金元寿子）、むつ（芹澤優）、しいたけ（麦穂あんな）、解答者A（山北早紀）、解答者B（千本木彩花）、その他女子生徒（三宅晴佳、嶺内ともみ、小松奈生子、岡咲美保、続木友子、小野寺瑠奈、原口祥子、米山明日美、二ノ宮愛子、樋口桃、木本久留美、成岡正江、小田果林、内田愛美、森永たえこ）